# Andwélé Slory
Andwélé Slory (Paramaribo, 27 settembre 1982) è un ex calciatore surinamese naturalizzato olandese di ruolo attaccante.